# الغزو 1897 (فلم)
الغزو 1897 (بالإنجليزية: Invasion 1897)، هُو فيلم نيجيري صدر سنة 2014.

## وصلات خارجية
- الغزو 1897  في قاعدة بيانات الأفلام على الإنترنت (بالإنجليزية)